# Zuberi Mtemvu
Zuberi Mwinyisheikh Manga Mtemvu va ser un activista i polític nacionalista africà. Va ser un dels més importants en la lluita per la independència de Tanganyika en la dècada 50.
Fou un dels líders de la Unió Nacional Africana de Tanganyika (TANU) fins 1958, quatre anys després de la seva fundació, va liderar la escissió del partit creant un partit anomenat Congrés Nacional Africà. Mtemvu considerava que el principal líder de la TANU, Julius Nyerere, era massa moderat mentre que ell defensava una "Àfrica només pels africans" i no s'hauria de permetre que cap estranger governés Tanganyika. En canvi, la deserció d'en Mtemvu i els afins va ser considerat com una traïcció a la lluita independentista per Nyere.

## Vida política
A mitjans de la dècada 50, Mtemvu era co-secretari en la TANU i un dels principals interlocutors amb Roger Baldwin, el president de la primera ONG de drets humans que va obtenir l'estatus consultiu davant de les Nacions Unides, la Lliga Internacional dels Drets de l'Home (actualment coneguda com a Lliga Internacional de Drets Humans).
L'any 1957 va criticar el discurs parlamentari del primer ministre de la nova Federació de Rhodèsia i Nyasalàndia, Godfrey Huggins, que advocava per la "igualtat de drets per a tots els homes civilitzats" i va promoure l'eslògan "igualtat de drets per a tots els homes" ometent el terme "civilitzats".
El gener de 1958, en el Congrés Nacional del partit TANU a Tabora, el president de la TANU, Julius Nyerere va convèncer a la majoria dels líders del seu partit a acceptar la proposta del govern britànic de dur a terme "eleccions tripartides" en què bàsicament significaria dues terceres parts serien representades per la població principalment europea i índia.
Una facció del partit liderada per Mtemvu va criticar durament la posició d'en Nyerere i els seus partidaris perquè consideraven una posició massa moderada, mentre que ells defensaven una "Àfrica només pels africans" i que, per tant, no s'hauria de permetre que cap estranger governés Tanganyika. Pocs dies després del Congrés Nacional, la facció considerava "africanista" va escindir del partit i va formar el Congrés Nacional Africà. No obstant això, no fou l'única discrepància respecte a Mtemvu i Nyerere. El fet de permetre que qualsevol independentment de la raça pot ser afiliat del partit, la no ràpida "africanització" de l'Administració pública o la possibilitat d'adquirir la nacionalitat per part de "no africans" foren els principals xocs entre els moderats (liderats per Nyerere, advocaven per la igualtat dels habitants de Tanganyika independentment de la seva raça).
Aquesta postura "Àfrica només per africans" ha sigut fortament criticada per acadèmics com Godfrey Mwakikagile i Haroub Othman que la qualifica de "purisme racial", ja que advocava en realitat per una "Àfrica només per africans negres" i estava en contra dels blancs, asiàtics i altres races no negres.
Pocs mesos després, l'1 de novembre del mateix any, Mtemvu i el seu partit es van presentar les primeres eleccions presidencials multipartidistes després de la independència del Regne Unit. El seu únic contrincant, Nyerere va guanyar quasi per unanimitat amb el 99.2% dels vots mentre que Mtemvu el 0.8%.